# Az NDK az 1984. évi téli olimpiai játékokon
Az NDK a jugoszláviai Szarajevóban megrendezett 1984. évi téli olimpiai játékok egyik részt vevő nemzete volt. Az országot az olimpián 8 sportágban 56 sportoló képviselte, akik összesen 24 érmet szereztek.

## Érmesek
| Érem  | Versenyző                                                           | Sportág        | Versenyszám                  |
| ----- | ------------------------------------------------------------------- | -------------- | ---------------------------- |
| Arany | Wolfgang Hoppe Dietmar Schauerhammer                                | Bob            | Férfi kettes                 |
| Arany | Wolfgang Hoppe Roland Wetzig Dietmar Schauerhammer Andreas Kirchner | Bob            | Férfi négyes                 |
| Arany | Christa Rothenburger                                                | Gyorskorcsolya | Női 500 m                    |
| Arany | Karin Enke                                                          | Gyorskorcsolya | Női 1000 m                   |
| Arany | Karin Enke                                                          | Gyorskorcsolya | Női 1500 m                   |
| Arany | Andrea Schöne                                                       | Gyorskorcsolya | Női 3000 m                   |
| Arany | Katarina Witt                                                       | Műkorcsolya    | Női egyéni                   |
| Arany | Jens Weißflog                                                       | Síugrás        | Egyéni, normálsánc           |
| Arany | Steffi Walter-Martin                                                | Szánkó         | Női egyes                    |
| Ezüst | Frank-Peter Roetsch                                                 | Biatlon        | Férfi 20 km egyéni indításos |
| Ezüst | Bernhard Lehmann Bogdan Musiol                                      | Bob            | Férfi kettes                 |
| Ezüst | Bernhard Lehmann Bogdan Musiol Ingo Voge Eberhard Weise             | Bob            | Férfi négyes                 |
| Ezüst | Karin Enke                                                          | Gyorskorcsolya | Női 500 m                    |
| Ezüst | Andrea Schöne                                                       | Gyorskorcsolya | Női 1000 m                   |
| Ezüst | Andrea Schöne                                                       | Gyorskorcsolya | Női 1500 m                   |
| Ezüst | Karin Enke                                                          | Gyorskorcsolya | Női 3000 m                   |
| Ezüst | Jens Weißflog                                                       | Síugrás        | Egyéni, nagysánc             |
| Ezüst | Bettina Schmidt                                                     | Szánkó         | Női egyes                    |
| Bronz | Matthias Jacob                                                      | Biatlon        | Férfi 10 km sprint           |
| Bronz | René Schöfisch                                                      | Gyorskorcsolya | Férfi 5000 m                 |
| Bronz | René Schöfisch                                                      | Gyorskorcsolya | Férfi 10 000 m               |
| Bronz | Gabi Schönbrunn                                                     | Gyorskorcsolya | Női 3000 m                   |
| Bronz | Ute Oberhoffner-Weiß                                                | Szánkó         | Női egyes                    |
| Bronz | Jörg Hoffmann Jochen Pietzsch                                       | Szánkó         | Kettes                       |

## Biatlon
| Versenyző                                                    | Versenyszám      | Lövőhiba | Időeredmény | Helyezés |
| ------------------------------------------------------------ | ---------------- | -------- | ----------- | -------- |
| Matthias Jacob                                               | 10 km sprint     | 0        | 31:10,5     |          |
| Frank-Peter Roetsch                                          | 10 km sprint     | 2        | 31:49,8     | 7.       |
| Frank-Peter Roetsch                                          | 20 km egyéni     | 3        | 1:13:21,4   |          |
| Frank Ullrich                                                | 10 km sprint     | 3        | 32:40,2     | 17.      |
| Frank Ullrich                                                | 20 km egyéni     | 3        | 1:14:53,7   | 5.       |
| Holger Wick                                                  | 20 km egyéni     | 9        | 1:21:19,1   | 29.      |
| Holger Wick Frank-Peter Roetsch Matthias Jacob Frank Ullrich | 4 × 7,5 km váltó | 1        | 1:40:04,7   | 4.       |

## Bob
| Versenyző                                                           | Versenyszám | 1. futam | 1. futam | 2. futam | 2. futam | 3. futam | 3. futam | 4. futam | 4. futam | Összesítés | Összesítés |
| Versenyző                                                           | Versenyszám | Idő      | Hely.    | Idő      | Hely.    | Idő      | Hely.    | Idő      | Hely.    | Idő        | Helyezés   |
| ------------------------------------------------------------------- | ----------- | -------- | -------- | -------- | -------- | -------- | -------- | -------- | -------- | ---------- | ---------- |
| Bernhard Lehmann Bogdan Musiol                                      | Kettes      | 51,59    | 3.       | 51,94    | 3.       | 51,15    | 2.       | 51,36    | 4.       | 3:26,04    |            |
| Wolfgang Hoppe Dietmar Schauerhammer                                | Kettes      | 51,51    | 1.       | 51,93    | 2.       | 51,06    | 1.       | 51,06    | 1.       | 3:25,56    |            |
| Wolfgang Hoppe Roland Wetzig Dietmar Schauerhammer Andreas Kirchner | Négyes      | 49,65    | 1.       | 50,18    | 1.       | 50,18    | 1.       | 50,21    | 1.       | 3:20,22    |            |
| Bernhard Lehmann Bogdan Musiol Ingo Voge Eberhard Weise             | Négyes      | 49,69    | 2.       | 50,33    | 2.       | 50,32    | 2.       | 50,44    | 2.       | 3:20,78    |            |

## Északi összetett
| Versenyző        | Síugrás | Síugrás | Sífutás | Sífutás | Sífutás | Összesítés | Összesítés |
| Versenyző        | Pont    | Hely.   | Idő     | Pont    | Hely.   | Pont       | Helyezés   |
| ---------------- | ------- | ------- | ------- | ------- | ------- | ---------- | ---------- |
| Uwe Dotzauer     | 199,5   | 12.     | 48:56,8 | 198,280 | 7.      | 397,780    | 7.         |
| Andreas Langer   | 195,1   | 16.*    | 49:52,8 | 189,880 | 15.     | 384,980    | 16.        |
| Gunter Schmieder | 208,4   | 4.      | 51:16,3 | 177,355 | 24.     | 385,755    | 15.        |

* - egy másik versenyzővel azonos eredményt ért el

## Gyorskorcsolya
Férfi
| Versenyző      | Versenyszám | Eredmény | Helyezés |
| -------------- | ----------- | -------- | -------- |
| Andreas Dietel | 500 m       | 39,45    | 20.*     |
| Andreas Dietel | 1000 m      | 1:17,46  | 7.*      |
| Andreas Dietel | 1500 m      | 1:59,73  | 6.       |
| Andreas Dietel | 10 000 m    | 16:01,89 | 32.      |
| Andreas Ehrig  | 1500 m      | 1:59,41  | 5.       |
| Andreas Ehrig  | 5000 m      | 7:17,63  | 4.       |
| Andreas Ehrig  | 10 000 m    | 15:03,76 | 11.      |
| André Hoffmann | 500 m       | 38,87    | 11.      |
| André Hoffmann | 1000 m      | 1:17,33  | 5.       |
| André Hoffmann | 1500 m      | 2:00,23  | 11.      |
| Uwe-Jens Mey   | 500 m       | 38,65    | 8.       |
| Uwe-Jens Mey   | 1000 m      | 1:19,14  | 25.      |
| René Schöfisch | 5000 m      | 7:17,49  |          |
| René Schöfisch | 10 000 m    | 14:46,91 |          |

Női
| Versenyző            | Versenyszám | Eredmény | Helyezés |
| -------------------- | ----------- | -------- | -------- |
| Andrea Schöne        | 1000 m      | 1:22,83  |          |
| Andrea Schöne        | 1500 m      | 2:05,29  |          |
| Andrea Schöne        | 3000 m      | 4:24,79  |          |
| Karin Enke           | 500 m       | 41,28    |          |
| Karin Enke           | 1000 m      | 1:21,61  |          |
| Karin Enke           | 1500 m      | 2:03,42  |          |
| Karin Enke           | 3000 m      | 4:26,33  |          |
| Christa Rothenburger | 500 m       | 41,02    |          |
| Christa Rothenburger | 1000 m      | 1:23,98  | 5.       |
| Skadi Walter         | 500 m       | 42,16    | 5.       |
| Gabi Schönbrunn      | 1500 m      | 2:07,69  | 4.       |
| Gabi Schönbrunn      | 3000 m      | 4:33,13  |          |

* - egy másik versenyzővel azonos eredményt ért el

## Műkorcsolya
| Versenyző                        | Versenyszám  | Kötelező elemek   | Kötelező elemek | Kötelező elemek | Rövid program     | Rövid program | Rövid program | Kűr               | Kűr   | Kűr         | Összesítés         | Összesítés |
| Versenyző                        | Versenyszám  | Több. hely. száma | Hely.           | Hely. pont.     | Több. hely. száma | Hely.         | Hely. pont.   | Több. hely. száma | Hely. | Hely. pont. | Helyezési pontszám | Helyezés   |
| -------------------------------- | ------------ | ----------------- | --------------- | --------------- | ----------------- | ------------- | ------------- | ----------------- | ----- | ----------- | ------------------ | ---------- |
| Falko Kirsten                    | Férfi egyéni | 5×15+             | 15.             | 9,0             | 8×21+             | 21.           | 8,4           | 5×12+             | 13.   | 13,0        | 30,4               | 16.        |
| Katarina Witt                    | Női egyéni   | 8×3+              | 3.              | 1,8             | 8×1+              | 1.            | 0,4           | 5×1+              | 1.    | 1,0         | 3,2                |            |
| Sabine Baeß Tassilo Thierbach    | Páros        |                   |                 |                 | 6×4+              | 4.            | 1,6           | 5×3+              | 4.    | 4,0         | 5,6                | 4.         |
| Birgit Lorenz Knut Schubert      | Páros        |                   |                 |                 | 5×5+              | 5.            | 2,0           | 7×5+              | 5.    | 5,0         | 7,0                | 5.         |
| Babette Preußler Tobias Schröter | Páros        |                   |                 |                 | 9×14+             | 14.           | 5,6           | 6×11+             | 11.   | 11,0        | 16,6               | 11.        |

## Sífutás
Férfi
| Versenyző                                             | Versenyszám     | Eredmény      | Helyezés      |
| ----------------------------------------------------- | --------------- | ------------- | ------------- |
| Uwe Bellmann                                          | 15 km           | 42:35,8       | 7.            |
| Uwe Bellmann                                          | 30 km           | 1:31:59,3     | 10.           |
| Uwe Bellmann                                          | 50 km           | nem ért célba | nem ért célba |
| Karsten Brandt                                        | 15 km           | 45:40,1       | 41.           |
| Karsten Brandt                                        | 30 km           | 1:35:54,8     | 30.           |
| Frank Schröder                                        | 15 km           | 43:52,1       | 26.           |
| Frank Schröder                                        | 30 km           | 1:39:01,4     | 43.           |
| Uwe Wünsch                                            | 15 km           | 43:49,9       | 23.           |
| Uwe Wünsch                                            | 30 km           | 1:34:13,9     | 25.           |
| Uwe Wünsch                                            | 50 km           | 2:35:48,9     | 43.           |
| Karsten Brandt Uwe Wünsch Frank Schröder Uwe Bellmann | 4 × 10 km váltó | 2:02:13,9     | 9.            |

Női
| Versenyző                                         | Versenyszám    | Eredmény  | Helyezés |
| ------------------------------------------------- | -------------- | --------- | -------- |
| Carola Anding                                     | 5 km           | 18:17,7   | 21.      |
| Carola Anding                                     | 10 km          | 34:33,3   | 24.      |
| Carola Anding                                     | 20 km          | 1:07:27,8 | 30.      |
| Ute Noack                                         | 5 km           | 17:46,0   | 8.       |
| Ute Noack                                         | 10 km          | 33:37,5   | 15.      |
| Ute Noack                                         | 20 km          | 1:05:43,5 | 18.      |
| Petra Rohrmann                                    | 5 km           | 18:09,4   | 18.      |
| Petra Rohrmann                                    | 10 km          | 34:00,3   | 17.      |
| Petra Rohrmann                                    | 20 km          | 1:06:30,0 | 20.      |
| Petra Voge                                        | 5 km           | 19:16,6   | 36.      |
| Petra Voge Petra Rohrmann Carola Anding Ute Noack | 4 × 5 km váltó | 1:11:10,7 | 8.       |

## Síugrás
| Versenyző         | Versenyszám | 1. ugrás | 1. ugrás | 2. ugrás | 2. ugrás | Összesítés | Összesítés |
| Versenyző         | Versenyszám | Pont     | Hely.    | Pont     | Hely.    | Pont       | Helyezés   |
| ----------------- | ----------- | -------- | -------- | -------- | -------- | ---------- | ---------- |
| Matthias Buse     | Nagysánc    | 97,0     | 10.      | 79,9     | 36.      | 176,9      | 21.        |
| Holger Freitag    | Normálsánc  | 87,8     | 36.      | 85,7     | 38.      | 173,5      | 35.        |
| Klaus Ostwald     | Normálsánc  | 100,7    | 13.      | 100,4    | 12.      | 201,1      | 13.        |
| Klaus Ostwald     | Nagysánc    | 89,6     | 21.      | 82,2     | 30.      | 171,8      | 26.        |
| Stefan Stannarius | Normálsánc  | 99,4     | 15.*     | 111,7    | 2.       | 211,1      | 4.         |
| Stefan Stannarius | Nagysánc    | 95,6     | 13.      | 93,0     | 11.*     | 188,6      | 9.         |
| Jens Weißflog     | Normálsánc  | 110,5    | 2.       | 104,7    | 5.       | 215,2      |            |
| Jens Weißflog     | Nagysánc    | 106,0    | 2.       | 107,7    | 2.       | 213,7      |            |

* - egy másik versenyzővel azonos eredményt ért el

## Szánkó
| Versenyző                       | Versenyszám | 1. futam | 1. futam | 2. futam | 2. futam | 3. futam | 3. futam | 4. futam | 4. futam | Összesítés | Összesítés |
| Versenyző                       | Versenyszám | Idő      | Hely.    | Idő      | Hely.    | Idő      | Hely.    | Idő      | Hely.    | Idő        | Helyezés   |
| ------------------------------- | ----------- | -------- | -------- | -------- | -------- | -------- | -------- | -------- | -------- | ---------- | ---------- |
| Torsten Görlitzer               | Férfi egyes | 46,177   | 2.       | 46,205   | 1.       | 46,571   | 10.      | 46,176   | 7.       | 3:05,129   | 5.         |
| Norbert Loch                    | Férfi egyes | 46,784   | 12.      | 46,886   | 11.      | 47,214   | 17.      | 46,830   | 14.      | 3:07,714   | 13.        |
| Michael Walter                  | Férfi egyes | 46,196   | 4.       | 46,305   | 4.       | 46,358   | 7.       | 46,172   | 6.       | 3:05,031   | 4.         |
| Ute Oberhoffner-Weiß            | Női egyes   | 41,908   | 3.       | 41,945   | 3.       | 41,793   | 3.       | 41,602   | 2.       | 2:47,248   |            |
| Bettina Schmidt                 | Női egyes   | 41,662   | 2.       | 41,929   | 2.       | 41,636   | 2.       | 41,646   | 3.       | 2:46,873   |            |
| Steffi Walter-Martin            | Női egyes   | 41,639   | 1.       | 41,863   | 1.       | 41,496   | 1.       | 41,572   | 1.       | 2:46,570   |            |
| Jörg Hoffmann Jochen Pietzsch   | Kettes      | 41,996   | 3.       | 41,891   | 4.       |          |          |          |          | 1:23,887   |            |
| Hans-Joachim Menge Detlef Bertz | Kettes      | 46,935   | 15.      | 47,238   | 15.      |          |          |          |          | 1:34,173   | 15.        |